# Kindergarten Cop 2
Kindergarten Cop 2 es una comedia canadiense-estadounidense protagonizada por Dolph Lundgren y dirigida por Don Michael Paul. Es la secuela de la película de 1990 Kindergarten Cop, protagonizada por Arnold Schwarzenegger. La película comenzó a filmarse en Vancouver, Columbia Británica, Canadá, el 27 de julio de 2015.

## Sinopsis
Un policía debe ir de encubierto como maestro de preescolar, para recuperar una unidad flash que falta del Programa Federal de Protección de Testigos. Durante la misión será ayudado por el agente Sanders, su compañero.

## Reparto
- Dolph Lundgren como Agente Reed.
- Sarah Strange como Señorita Sinclaire.
- Aleks Paunovic como Zogu.
- Andre Tricoteux como Valmir.
- Bill Bellamy como Agente Sanders.
- Jody Thompson como Hot Mom.
- Darla Taylor como Olivia.
- Enid-Raye Adams
- Rebecca Olson como Katja.
- Carolyn Adair como Felicity.
- Michael P. Northey
- James Ralph como el Líder del grupo SWAT.
- Abbie Magnuson como Molly.

## Producción
El 1 de junio de 2015, se informó de que el director de The Garden y Half Past Dead, Don Michael Paul, dirigiría la película. Arnold Schwarzenegger no repetirá su papel como el detective John Kimble. El personaje del detective John Kimble,  interpretado por Arnold Schwarzenegger, fue retirado oficialmente. Schwarzenegger fue reemplazado por Dolph Lundgren como un nuevo personaje, el Agente Reed.  